# چیتتیارا مائژی
چیتتیارا مائژی (به لاتین: Chiththira Meazhi) یک منطقهٔ مسکونی در سری‌لانکا است که در استان شمالی (سری‌لانکا) واقع شده‌است.